# Theódoros Drítsas
Theódoros Drítsas (grec moderne : Θεόδωρος Δρίτσας), né le 23 août 1947 au Pirée, est un homme politique grec, membre du parti SYRIZA.

## Biographie

### Carrière professionnelle
Il est diplômé de la faculté de droit de l'université d'Athènes, puis travaille au Pirée au sein de la pharmacie familiale.

### Engagement politique
Il participe à la fondation de la SYRIZA en 2004.
En 2012, il est chargé des affaires maritimes dans le cabinet fantôme (« σκιώδης κυβέρνηση ») du parti.
Trois fois candidat à la mairie du Pirée, il en est conseiller municipal depuis 2002. Il dirige par ailleurs la liste locale « Le Port à l'agonie ».
Il est député au Parlement grec, élu sur la liste de la SYRIZA dans la première circonscription du Pirée, depuis 2007.
Le 27 janvier 2015, il devient vice-ministre de la Marine et de la Mer Égée dans le premier gouvernement Tsípras, poste qu'il conservera jusqu'au 28 août 2015. Le 23 septembre, il est nommé ministre de la Marine marchande et de la Politique insulaire dans le second gouvernement Tsípras. Il est remplacé à ce poste par Panayótis Kouroumblís lors du remaniement du  4 novembre 2016.

## Vie privée
Il est le mari de Tasia Christodoulopoulou (el), femme politique grecque membre de Syriza, qui fut notamment vice-ministre de la Politique d'immigration du  premier gouvernement Tsípras.